# Karusel
Karusel (Карусель in russo, Carosello in italiano) è una rete televisiva russa che trasmette cartoni animati, appartenente a Pervyj kanal e VGTRK; è nata dalla fusione di Bibigon e TeleNanny ed il primo programma trasmesso è stato Pryg-Skok Komanda (Прыг-Скок Команда).

## Distribuzione
La rete è visibile in Russia, in Francia tramite la piattaforma Free e negli Stati Uniti d'America tramite DirecTV.